# Gürpınar
Gürpınar (in curdo Payizawa; in armeno Հայոց Ձոր, Hayots' Dzor) è il capoluogo dell'omonimo distretto, nella provincia di Van in Turchia.

## Geografia
La città si trova nel sud est della Turchia, tra le montagne dell'Altopiano armeno e a circa 25 kilometri di distanza dalle sponde del lago di Van.

## Storia

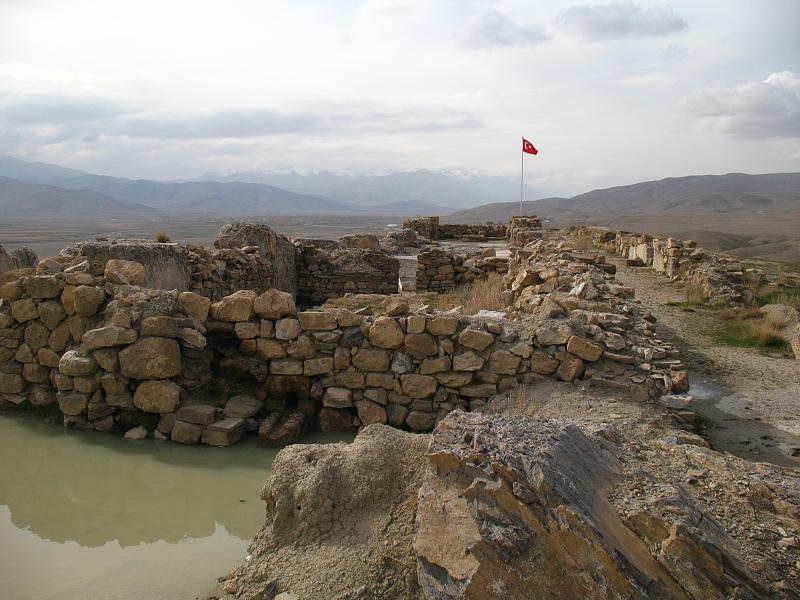
Città fortificata di Sardurihinilli, parte dell'antico regno di Urartu, 5 km a est dell'odierna Gürpınar.

L'area è stata oggetto di numerose dominazioni fin dall'antichità: parte del regno di Urartu, fu successivamente soggiogata da Medi, Persiani, Macedoni, Parti, Sassanidi, Arabi e Bizantini. Dopo la Battaglia di Manzicerta passò ai Selgiuchidi e nel 1548 entrò a far parte dell'Impero ottomano.
La città propriamente detta si è tuttavia sviluppata a partire dalla seconda metà del XX secolo: è divenuta capoluogo del distretto nel 1954 quando assunse l'attuale nome per volere di İsmet İnönü.

## Società
L'area è abitata da popolazione curda.

## Infrastrutture e trasporti
Dalla città dipartono le due principali strade di comunicazione tra la provincia di Van e quella di Hakkâri: la strada statale 975 che attraversa il Güzeldere Geçidi e la strada provinciale 65-25 che raggiunge il Nebırnav Yaylası. Il secondo dei due itinerari è il più diretto, ma anche il meno utilizzato a causa dell'elevata quota altimetrica raggiunta e del lungo periodo di chiusura invernale. Entrambe sono tra le più alte strade asfaltate situate in paesi europei.